# 埼玉県立行田工業高等学校
埼玉県立行田工業高等学校（さいたまけんりつ ぎょうだこうぎょうこうとうがっこう）とは、埼玉県行田市に所在した公立の工業高等学校。他校との統合により、埼玉県立進修館高等学校へと改編されて閉校した。
閉校後の建物は、進修館高校の工業系コース用の建物として活用されている。部活動では、ラグビー部が花園でも強豪として知られていた。

## 設置していた学科
- 機械科
- 電気科
- 電子機械科

## 沿革
埼玉県立行田進修館高等学校の当該節も参照
- 1960年（昭和35年） - 埼玉県立行田高等学校が前身の工業科設置
- 1967年（昭和42年） - 埼玉県立行田工業高等学校開校、機械科と電気科を設置
- 1990年（平成2年） - 男女共学の電子機械科設置
- 1995年（平成7年） - 全学科を男女共学とする
- 2005年（平成17年） - 埼玉県立行田女子高等学校、埼玉県立行田進修館高等学校と統合。埼玉県立進修館高等学校として統合されたため、閉校。

## 著名な出身者
- 岩﨑哲也 - 元プロ野球選手（埼玉西武ライオンズ）
- 村田ひろゆき - 漫画家、工業哀歌バレーボーイズ作者
- 桑原大祐 - ラグビー選手（リコーブラックラムズ所属）
- 伊藤邦行 - ラグビー選手（クボタスピアーズ所属）